# I. Ferenc magyar király
Ferenc József Károly (németül: Franz Joseph Karl; Firenze, Toszkána, 1768. február 12. – Bécs, Ausztria, 1835. március 2.) Habsburg–Lotaringiai-házból származó osztrák uralkodó főherceg, 1792-től a Német-római Birodalom utolsó császára II. Ferenc néven, és 1804-től az újonnan kikiáltott Osztrák Császárság első monarchája I. Ferenc néven, valamint magyar és cseh király 1835-ben bekövetkezett haláláig.
I. Péter Lipót toszkánai nagyherceg és Spanyolországi Mária Ludovika legidősebb fia, Mária Terézia magyar királynő unokája volt. Apja II. József császár halálát követően lett a Német-római Birodalom uralkodója, ezzel Ferenc főherceg a trón első számú várományosa. Még apja uralkodása idején kiadták a pillnitzi nyilatkozatot, majd Ferenc trónra kerülésével megkezdődött az első koalíciós háború a forradalmi Franciaországgal szemben. Ferenc császár vezető szereppel bírt Bonaparte Napóleon ellenfeleként a napóleoni háborúk során. A francia győzelemmel végződő austerlitzi csatát követően már békére törekedett Napóleonnal, 1810-ben legidősebb leányát, Mária Lujza főhercegnőt hozzáadva a császárhoz.
Napóleon 1804-ben kikiáltotta a Francia Császárságot, amire válaszul Ferenc felvette az osztrák császári címet. 1806-ban létrehozták a Rajnai Szövetséget francia vezetéssel, ami végül a Német-római Birodalom felbomlásához is vezetett. Később, a Ferenc császár és Metternich kancellár által vezetett bécsi kongresszuson létrehozták a Német Szövetséget, amelynek Ferenc császár lett az első elnöke egészen 1835-ös haláláig.
Ferenc császár négyszer házasodott, ám felnőttkort megért gyermekei csak második, Szicíliai Mária Terézia császárnéval való házasságából származtak. Unokái között van II. Napóleon francia császár (Napóleon egyetlen törvényes fia), továbbá I. Ferenc József osztrák császár és magyar király, I. Miksa mexikói császár, valamint II. Mária portugál királynő és II. Péter brazil császár is.

## Élete

### Származása, testvérei
Ferenc József Károly főherceg 1768. február 12-én született Firenzében, a Toszkánai Nagyhercegség fővárosában, a Poggio Imperiale kastélyban. Édesapja a Habsburg–Lotaringiai-házból való Lipót toszkánai nagyherceg, a későbbi II. Lipót (1747–1792) német-római császár, magyar és cseh király, édesanyja a Bourbon-házból való Mária Ludovika spanyol infánsnő (María Luisa de España, 1745–1792), később német-római császárné volt. Az uralkodópár 16 gyermeke közül másodikként, a legidősebb fiúként született. A felnőttkort megérő testvérei:
- Mária Terézia Jozefa főhercegnő (1767–1827), aki I. Antal szász királyhoz ment feleségül.
- Ferdinánd József János főherceg (1769–1824), később III. Ferdinánd toszkánai nagyherceg
- Mária Anna Ferdinanda főhercegnő (1770–1809), a prágai Szent Teréz apácakolostor főapátnője
- Károly főherceg (1771–1847) császári tábornagy
- Sándor Lipót főherceg (1772–1795), 1790-től Magyarország nádora
- József Antal János főherceg (1776–1847), 1795-től Magyarország nádora (József nádor)
- Mária Klementina főhercegnő (1777–1801), aki Ferenc nápoly–szicíliai trónörököshöz ment feleségül.
- Antal Viktor főherceg (1779–1835) táborszernagy, Köln hercegérseke, a Német Lovagrend Nagymestere.
- János főherceg (1782–1859), a „stájer herceg”, a grazi Műszaki Egyetem („Joanneum”) alapítója
- Rainer József főherceg (1783–1853) tábornagy, a Lombard–Velencei Királyság alkirálya
- Lajos főherceg (1784–1864) tábornagy, 1836–1848-ig az Államkonferencia elnöke
- Rudolf főherceg (1788–1831) bíboros, Olmütz hercegérseke, Beethoven mecénása

### Uralkodása
24 évesen örökölte meg apjától az osztrák uralkodó főhercegi, majd a német-római császári címet. A magyar királyi trónust 1792. március 1-jén foglalta el, 1792. június 6-án koronázták meg Budán. Német-római császárrá koronázták 1792. július 14-én Frankfurt am Mainban, cseh királlyá koronázása 1792. augusztus 9-én Prágában történt meg.
Trónra lépése után megkezdte a forradalmi Franciaország ellen a már apja által tervezett fegyveres intervenciót. Mint a haladás és felvilágosodás ellensége, erős rendőri uralmat és besúgórendszert épített ki, uralmát ferenci, vagy kabineti abszolutizmusnak nevezték, megkülönböztetve az I. Lipót-féle feudális, és a Mária Terézia – II. József-féle felvilágosult abszolutizmustól. 1795-ben felszámolta a magyar jakobinus mozgalmat és a vezetőket kivégeztette. 1804-ben megalapította az örökletes osztrák császári címet, és I. Ferenc néven Ausztria császára lett. A Franciaország ellen viselt háborúban elszenvedett több vereség és jelentős területek (itáliai birtokok, dél-német részek) elvesztése után 1806. augusztus 6-án kénytelen volt lemondani a német-római császári címről. A birodalom válságos helyzetén mit sem változtatott az 1808-i magyar országgyűlés által fegyverbe hívott nemesi felkelés, amely 1809-ben súlyos kudarcba fulladt. 1810-ben leányát, a 19 éves Mária Lujza főhercegnőt Napóleonhoz adta feleségül. 1811-ben pénzdevalvációt hajtott végre, ami növelte a magyar rendek szembenállását. Metternich politikáját követve 1812-ben segédcsapatokat bocsátott Napóleon rendelkezésére az oroszországi hadjárathoz, ennek kudarca után viszont porosz-orosz szövetségben Franciaország ellen fordult. Napóleon bukása után az 1814–15-ös bécsi kongresszuson a Habsburg-ház visszanyerte elvesztett birtokait. 1815. szeptemberben I. Sándor orosz cárral és III. Frigyes Vilmos porosz királlyal létrehozta a Szent Szövetséget a forradalmi megmozdulások leverésére, a reakciós feudális rendszer megszilárdítására, Ausztria 1820–21-ben intervenciót folytatott a nápolyi és piemonti forradalmak ellen.
Ferenc uralkodásának első éveiben rendkívül fontos törvények születtek a Magyar Királyság belügyeire nézve. Például:
- Az 1792. évi VII. törvénycikk „A magyar nyelv tanításáról és használatáról”, például, kimondta a következőket: ’…Ő királyi felsége helyeslésével határozzák a karok és rendek, hogy a magyar nyelv tanítása ez ország határai között ezentul rendes tantárgy legyen, hogy ily módon bizonyos idő lefolyása alatt lassankint közhivatalt az ország határain belül csak olyanok nyerjenek, a kik egyéb, rendesen elvégzett tanulmányaik mellett a hazai nyelv ismeretét is a tanárok bizonyítványával igazolni tudják. A kapcsolt részekben pedig maradjon rendkivüli tantárgynak. Azok a külföldiek azonban, a kik a közmüveltségi tudományok tanulása végett látogatják a magyar egyetemet, vagy az akadémiákat, és nem szándékoznak valaha ez országban alkalmaztatást nyerni: a magyar nyelv tanulásának kötelezettsége alól mentessenek föl.’

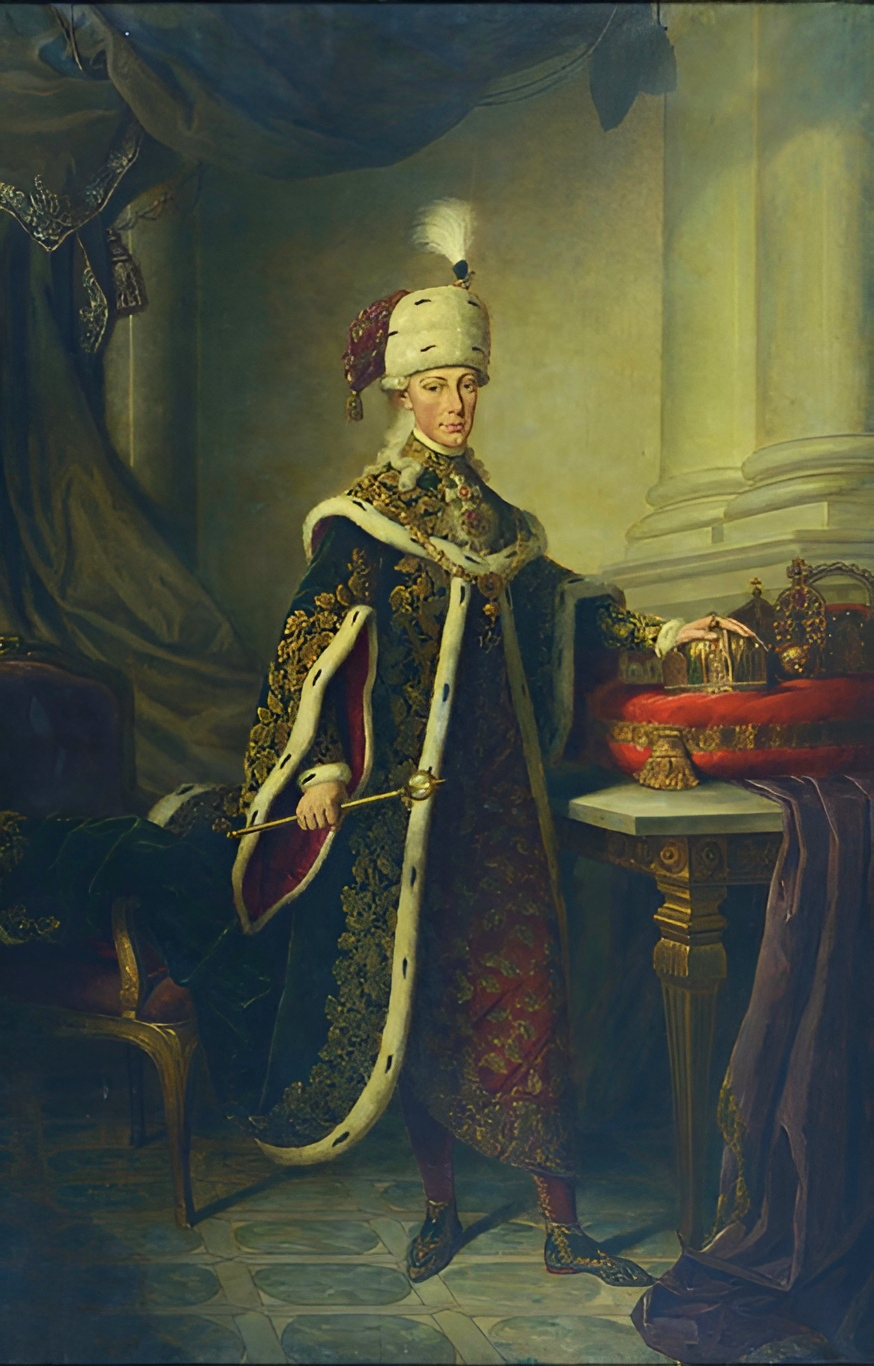
I. Ferenc a Szent István-rend ornátusában, mint magyar király és a rend nagymestere

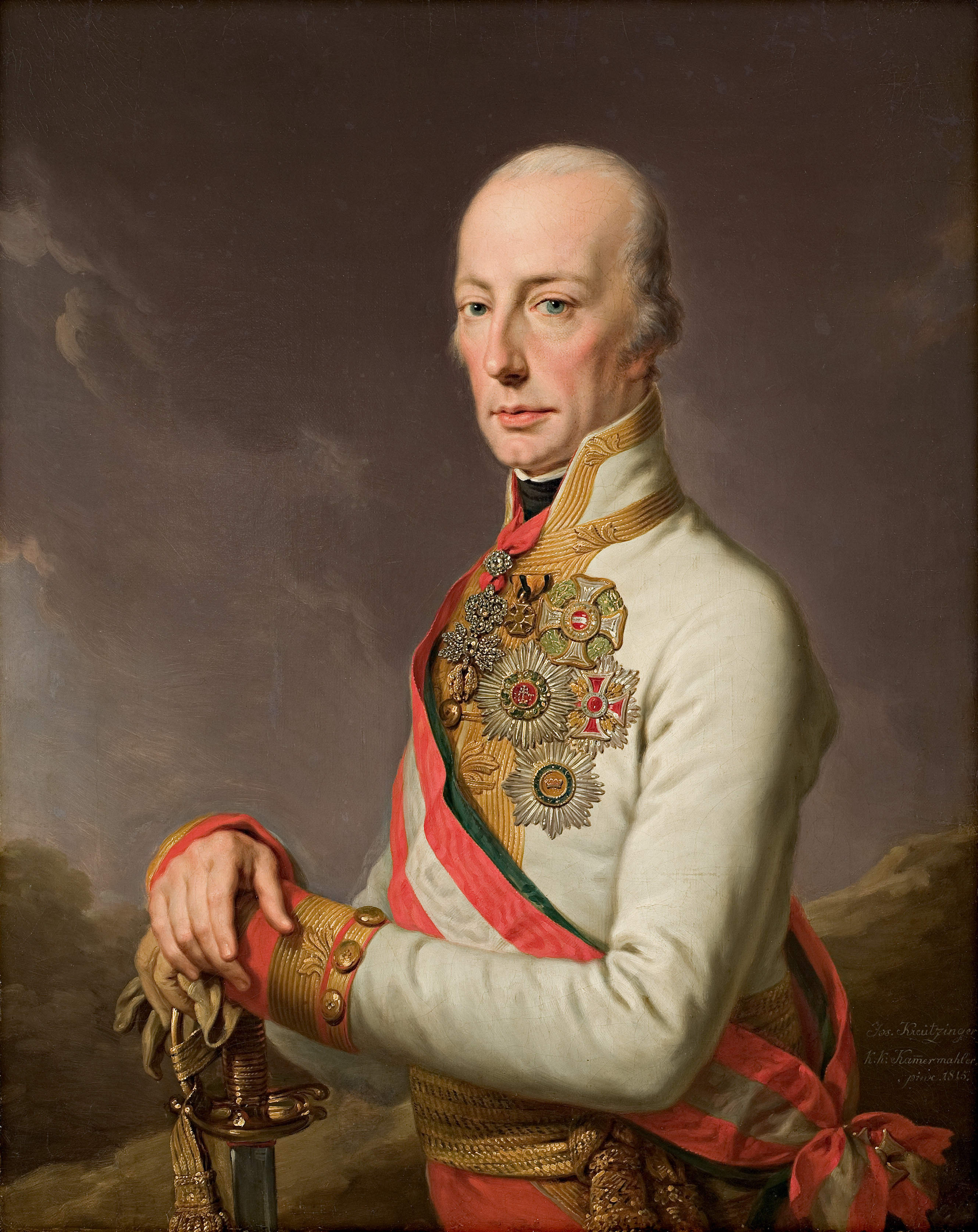
I. Ferenc Joseph Kreutzinger portréján

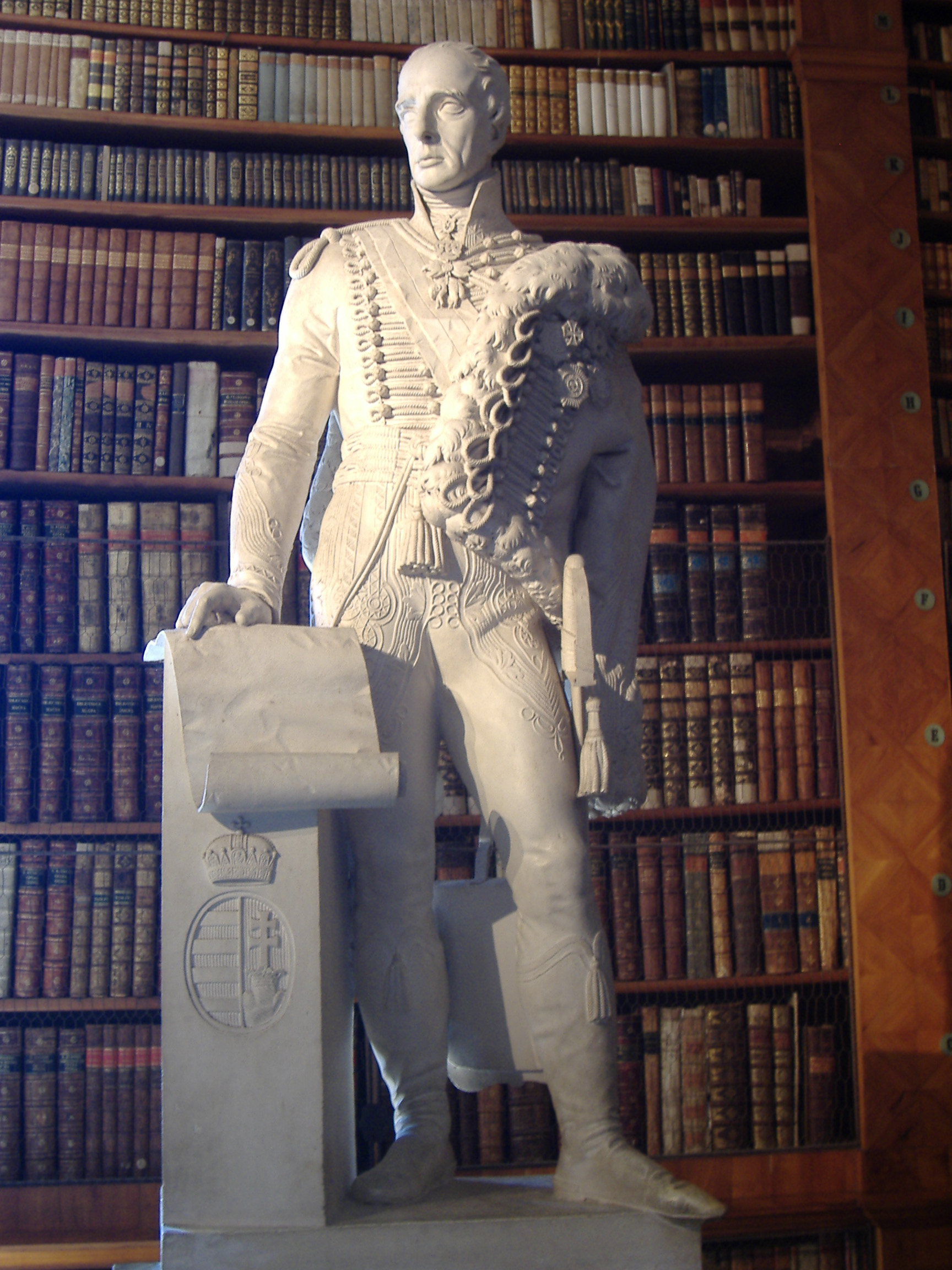
I. Ferenc szobra a Pannonhalmi Bencés Főapátságban

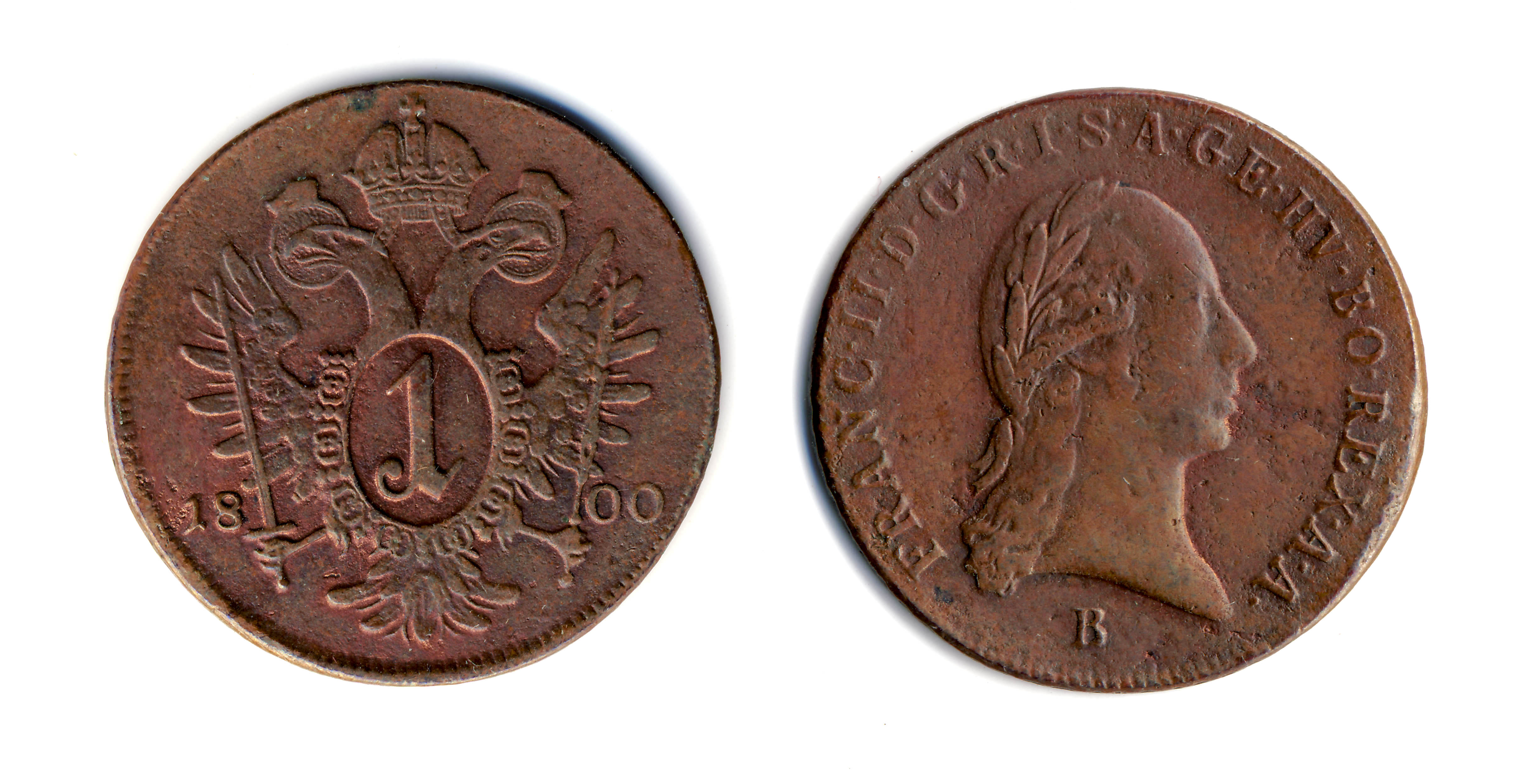
I. Ferenc 1 krajcáros bronz forgalmi pénze 1800-ból. A császár portréja alatti jel: B = Körmöcbányai veret

- Az 1792. évi XI. törvénycikk „Erdélyről, valamint a Magyarországot illető vármegyék és kerületek visszacsatolásáról és bekeblezéséről” a következőkről rendelkezett: „Habár az 1741:18. czikkelyben is határozott szavakkal el van ismerve, hogy Erdélyt Ő felsége, mint a magyar Szent Koronához tartozó országot, magyar királyi minőségében birja: mégis a karok és rendek ez iránt tett előterjesztéséhez Ő szent felsége kegyesen hozzájárulván, határoztatik, hogy az országnak Erdélylyel való szorosabb egyesülése érdemét a közpolitikai országos bizottság tárgyalás alá vegye, s arról a jövő országgyűlésen jelentést tegyen.

A mi pedig az imént idézett czikkely foganatosítása végett Kraszna, Közép-Szolnok és Zaránd vármegyék, valamint Kővár vidéke óhajtott visszacsatolását illeti: föntebb nevezett Ő felsége nyilvánítani méltóztatott, hogy az erdélyi urakat a legközelebb tartandó országgyülésen meghallgatandja és azok nyilatkozatát megkapván, saját kegyelmes határozatát tudatni fogja az ország karaival és rendeivel.”
- Az 1792. évi IX. törvénycikk „Hogy a magyar és katonai határőrvidéki ezredekhez fő- és törzstisztekül született magyarok választassanak s ezredtulajdonosokul kineveztessenek, valamint a katonai fiatalságnak a katonai akadémiákban való neveléséről” a következőket rendelte el: „A karok és rendek az iránt tett alázatos előterjesztésére, mely szerint a magyar és határőrvidéki ezredekhez fö- és törzstisztek választásánál, és az ezredtulajdonosok kinevezésénél a született magyarok első sorban vétessenek tekintetbe, és hogy a katonai akadémiákban a magyar ifjuság is képeztessék a hadi szolgálatra: Ő szent felsége a karok és rendek kivánságát jogosnak ismervén el, egyszersmind kegyelmesen elhatározni méltóztatott, hogy ámbár viszont a német ezredekben fő- és törzstiszti minőségben magyarok tényleg alkalmazva vannak, mindazonáltal Ő felsége ugy a magyar, mint a német ezredekben létező katonatisztek tényleges számáról magának a szükséges értesítést bekivánandja, s azután ugy fog intézkedni, hogy a helyes arány föntartásával a panasz további oka megszüntettessék, s annálfogva a született magyarok azon biztos reménytől vonzatva lépjenek a katonai pályára, hogy érdemeikhez képest magasabb fokozatokra fognak eljutni; de arról is kegyesen intézkedni fog, hogy a magyar katonatisztek fiainak, a mennyire lehetséges, alkalom nyujtassék magukat a katonai akadémiákban hadi szolgálatra kiképezniök.”

Apjával ellentétben – aki a felvilágosodás képviselője, volt, de egyben reálpolitikus is, nem úgy mint nagybátyja, II. József – a merev konzervativizmus és a régi feudális világ minden áron való fenntartására törekedett. Ebben a törekvésében szövetségesre talált a forradalom túlkapásaitól (és a társadalmi egyenlőséget hirdető, – nemesi udvarházakat felégető, papokat gyilkoló forradalmárok vad kihágásaitól) tartó magyar nemesség zömében. Ferenc kiváló érzékkel (minden bizonnyal a propagandát irányítók sugallatára) a magyar országgyűlésen huszártábornoki egyenruhában jelent meg úgy, mint sok más főherceg is, az országgyűlésen magyarul szólalt fel, elnyerve ezzel a magyar nemesség rokonszenvét és ami a fő a támogatásukat is.
Magyarországon a király az 1811–12-i országgyűlés után csak 1825-ben, a vármegyék erélyes fellépésére hívott össze országgyűlést, amely viszont megnyitva a reform-országgyűlések sorát, előrevetítette erőszakos abszolutista rendszerének szükséges bukását. Metternich nagy befolyást gyakorolt Ferenc felett, elhíresült mondása lett a változtatás és a birodalom érdekében hozandó, és az általa (és Metternich által) gátolt reformokat sürgetőknek adott válasza, A Metternichet, meg engem még kibír. A francia forradalomra (annak véres eseményeire és a terrorra) hivatkozva nem engedett reformokat bevezetni.
Ferenc 1835. március 2-án, 67. születésnapja után néhány héttel halt meg Schönbrunnban. Négy házassága közül a másodikból (amelyet 1790-ben unokahúgával, Mária Terézia Karolina nápoly–szicíliai királyi hercegnővel kötött) született legidősebb fia, I. Ferdinánd követte az osztrák császári, illetve a magyar és cseh királyi trónon. A Habsburgok hagyományos temetkezőhelyén, a bécsi kapucinusok templomának kriptájában temették el.

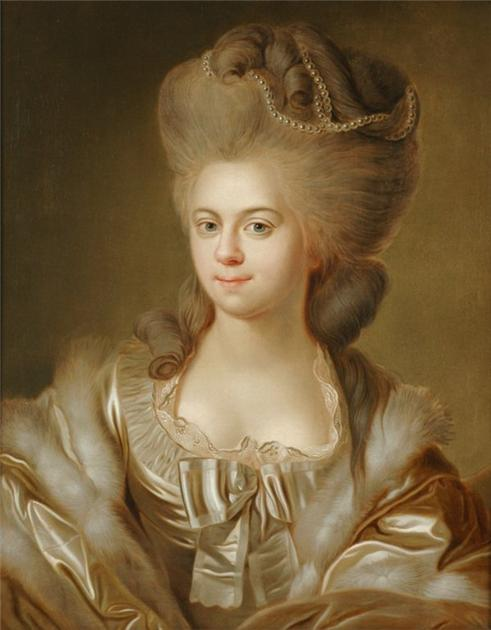
Erzsébet Vilma württembergi hercegnő
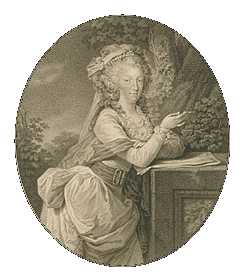
Mária Terézia Karolina nápoly–szicíliai királyi hercegnő
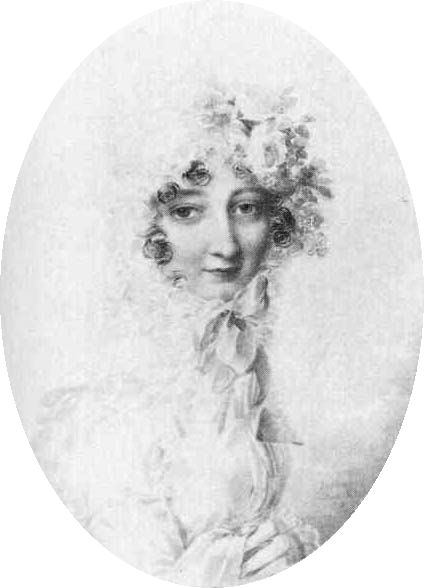
Habsburg–Estei Mária Ludovika főhercegnő
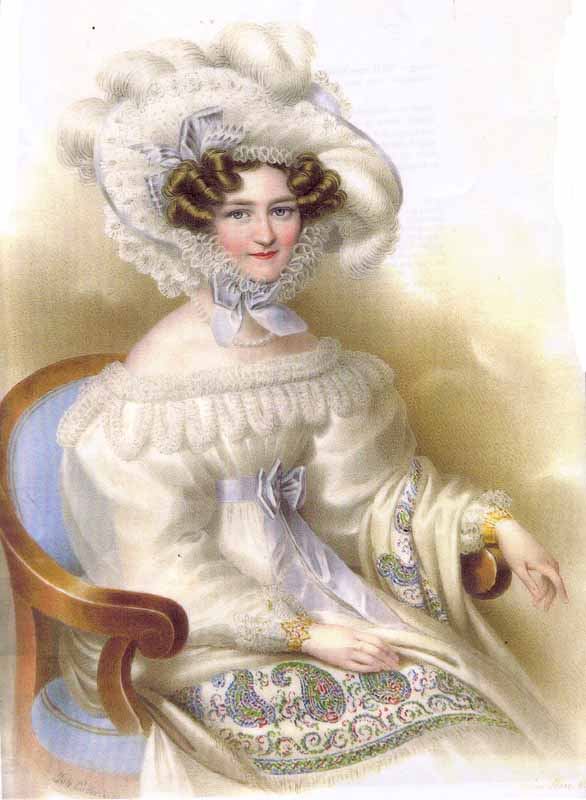
Sarolta Auguszta Karolina bajor királyi hercegnő (Karolina Auguszta)
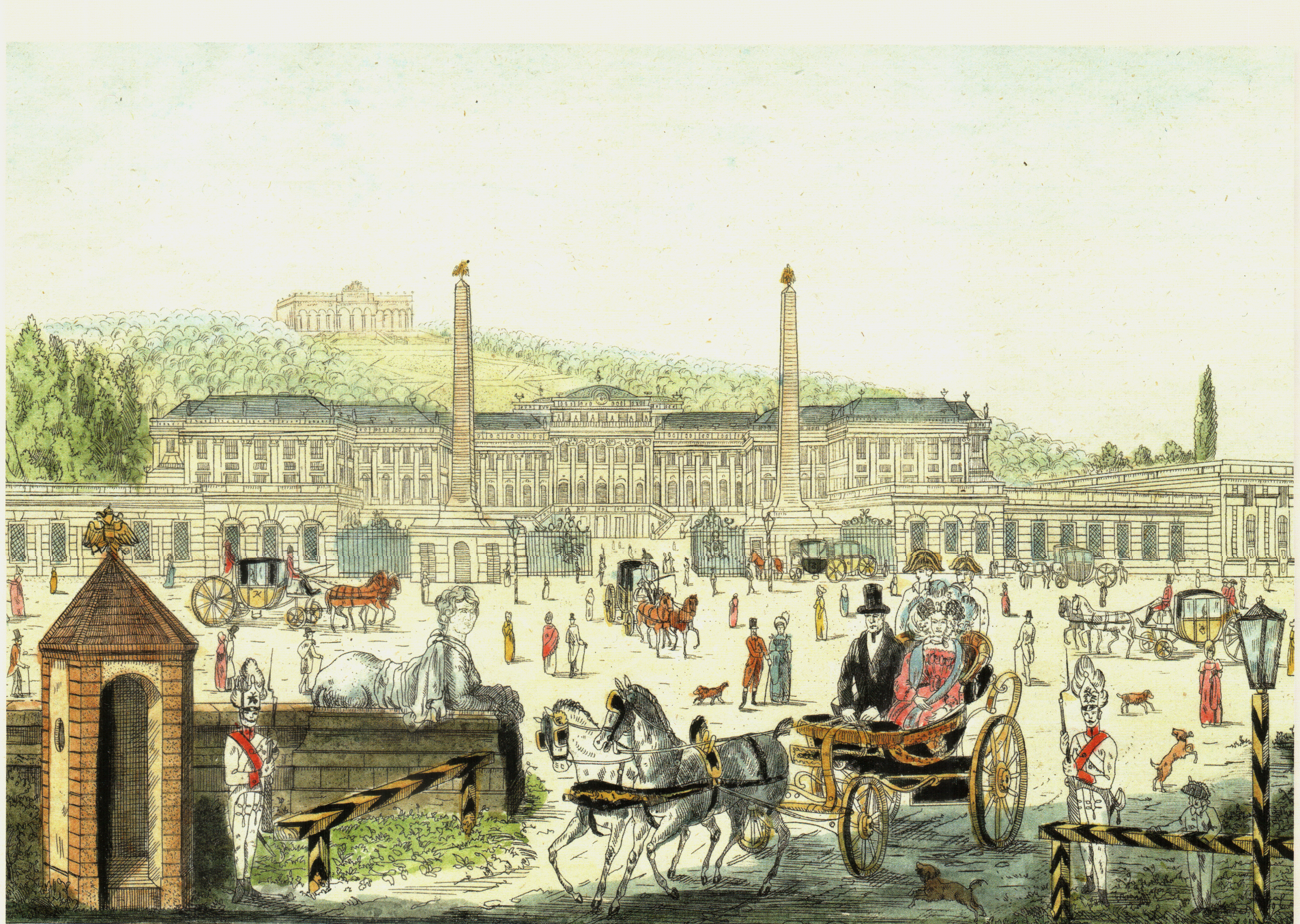
I. Ferenc kikocsikázása

### Házasságai és utódai

#### Első házassága
1788. január 6-án Ferenc főherceg Bécsben feleségül vette Erzsébet Vilma württembergi hercegnőt (Prinzessin Elisabeth Wilhelmina, 1767–1790), II. Frigyes Jenő württembergi herceg és Dorottya brandenburg-schwendt-i hercegnő leányát. 1790. február 18-án megszületett egyetlen gyermekük, Lujza (Ludovika) Erzsébet főhercegnő (1790–1791). A szülés során az anya, majd 14 hónap múlva a kisleány is meghalt.

#### Második házassága

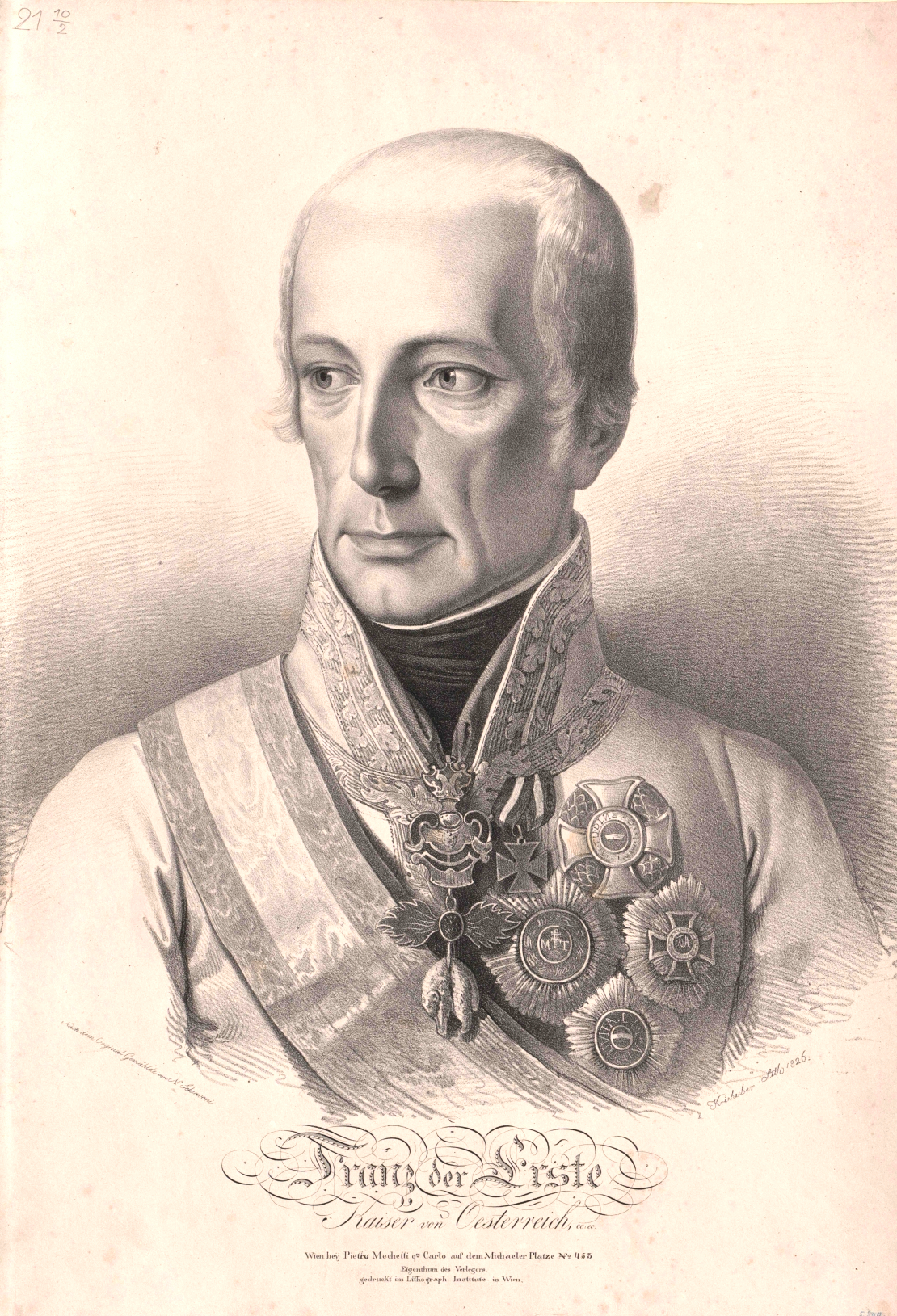
II. Ferenc német-római császár

1790. augusztus 19-én (még Ferenc József Károly főhercegként) Bécsben feleségül vette unokanővérét, Mária Terézia Karolina nápoly–szicíliai királyi hercegnőt (1772–1807), I. Ferdinánd nápoly–szicíliai király és Mária Karolina osztrák főhercegnő leányát. E házasságból 12 gyermek született, akik közül heten érték meg a felnőttkort.
1. Mária Ludovika főhercegnő (1791–1847), aki 1810-ben I. Napóleon francia császár második feleségeként Mária Lujza néven Franciaország császárnéja, majd Parma hercegnőjeként 1821-ben Adam Albert von Neipperg gróf, majd 1834-ben Charles-René de Bombelles gróf felesége lett.
2. Ferdinánd főherceg (1793–1875), aki később I. Ferdinánd néven osztrák császár, V. Ferdinánd néven magyar király lett és 1831-ben Savoyai Mária Anna szárd királyi hercegnőt vette feleségül.
3. Mária Karolina főhercegnő (1794–1795), kisgyermekként meghalt.
4. Karolina Ludovika főhercegnő (1795–1799), kisgyermekként meghalt.
5. Mária Leopoldina főhercegnő (1797–1826), aki 1817-ben feleségül ment I. Péter brazil császárhoz (1798–1834), VI. János portugál király fiához, aki 1826-tól IV. Péter néven portugál király lett.
6. Mária Klementina főhercegnő (1798–1881), aki 1816-ban a Bourbon-házból való Lipót János salernói herceghez, I. Ferdinánd nápoly–szicíliai király és Mária Karolina osztrák főhercegnő fiához ment feleségül.
7. József Ferenc főherceg (1799–1807), gyermekkorban meghalt.
8. Mária Karolina Ferdinanda főhercegnő (1801–1832), aki 1819-ben Frigyes Ágost szász koronaherceghez ment feleségül.
9. Ferenc Károly főherceg (1802–1878), aki 1824-ben Zsófia Friderika bajor királyi hercegnőt (1805–1872), I. Miksa bajor király leányát vette feleségül. Az ő legidősebb fiuk lett I. Ferenc József császár és király.
10. Mária Anna Franciska főhercegnő (1804–1858), súlyos szellemi fogyatékossággal született.[4]
11. János Nepomuk főherceg (1805–1809), kisgyermekkorban meghalt.
12. Amália Terézia főhercegnő (*/† 1807), kisgyermekkorban meghalt.

#### Harmadik házassága
1808. január 6-án, már I. Ferenc osztrák császárként Bécsben egy másik unokanővérét, Habsburg-Estei Mária Ludovika Beatrix modenai hercegnőt (1787–1816), Ferdinánd Károly Antal főherceg (1754–1806) és Estei Mária Beatrix modenai hercegnő (1750–1829) leányát vette feleségül. Mária Ludovika betegsége miatt ebből a házasságból nem születtek gyermekek.

#### Negyedik házassága
A harmadszor is megözvegyült császár 1816. november 10-én Bécsben feleségül vette Sarolta Auguszta Karolina bajor királyi hercegnőt (1792–1873), I. Miksa bajor király (1756–1825) és Auguszta Vilma Mária hessen–darmstadti hercegnő (1765–1796) leányát. Az új császárné a Karolina Auguszta nevet vette fel, keresztnevei tudatos megcserélésével. Ez a házasság is gyermektelen maradt. Karolina Auguszta császárné túlélte férjét. Ferdinánd császár uralkodása alatt Bécsben élt, az 1848–49-es forradalom és szabadságharcot és Ferenc József trónra lépését követően az új császár anyja, Zsófia Friderika főhercegné, Karolina Auguszta tulajdon féltestvére elérte, hogy özvegy nővérét eltávolítsák az udvartól, és Salzburgba küldjék.